# Porania antarctica
Porania antarctica är en sjöstjärneart som beskrevs av E.A. Smith 1876. Porania antarctica ingår i släktet Porania och familjen kuddsjöstjärnor.

## Underarter
Arten delas in i följande underarter:
- P. a. antarctica
- P. a. magellanica